# Drapeau de l'Antarctique

Drapeau de l'Antarctique improvisé à bord du RRS Discovery lors de l'Expédition BANZARE dirigée par Douglas Mawson, 1929. (National Maritime Museum)

Les territoires situés sur la plaque antarctique ont des statuts divers. Les territoires situés au sud du 60e parallèle sud sont soumis au traité sur l'Antarctique et les prétentions territoriales y sont gelées pendant la durée du traité. À l'inverse les territoires situés au nord du 60e parallèle sud relèvent de la souveraineté exclusive de la France, de l'Afrique du Sud, de la Norvège et de l'Australie.

## Au sud du60eparallèle sud
La portion de l'Antarctique régie par le traité éponyme ne dispose d'aucun drapeau officiel. L'organisation du Traité sur l'Antarctique possède bien un drapeau mais il n'est utilisé que lors des congrès annuels et il ne représente que l'organisation (semblable à celui de l'OTAN). Des propositions ont toutefois été faites pour doter l'ensemble du territoire d'un drapeau commun.

### Propositions d'un drapeau commun

#### Proposition duTrue South(vrai sud)
True South est la proposition la plus récente d'un drapeau antarctique. Il a été conçu en Antarctique pendant l'hiver 2018 dans le but de créer une communauté et une connexion pour ceux qui se soucient du continent. Les bandes bleu marine et blanches représentent les longues nuits et jours. Le pic blanc représente les montagnes et les icebergs, et son ombre marine représente une flèche de boussole pointant vers le sud. Ensemble, les deux formes centrales forment un diamant, représentant l'espoir pour l'avenir de l'Antarctique en tant que continent de paix et de découverte.
Il a été adopté par plusieurs individus et organisations, y compris des programmes nationaux antarctiques. Il écorchera à travers le continent pendant la saison estivale antarctique, 2020-2021.

#### Proposition de Graham Bartram
La proposition du vexillologue Graham Bartram s'est peu à peu imposée. Dessiné en 1996, le drapeau se veut être international ; le fond est de couleur bleu ciel, avec le profil blanc du continent au centre. Le bleu ciel est la couleur des Nations unies, le blanc symbolise la pureté du continent glacé.

#### Proposition de Whitney Smith
En 1978, le vexillologue Whitney Smith dessina un drapeau pour l'Antarctique et le présenta lors d'un colloque de l'association nord-américaine de vexillologie
Le fond était orange pour pouvoir bien le distinguer dans les paysages blancs de la banquise. Du côté du guidant, il avait placé une grande lettre A posée sur une portion de disque tenue par deux mains. La sorte de coupelle représente la position de l'Antarctique sur un globe terrestre. Les mains jointes sont quant à elles un symbole de paix.
Cependant, le drapeau ne fut jamais hissé sur un quelconque mât et donc jamais utilisé.
Les nations ayant des revendications sur le continent disposent souvent d'un drapeau particulier pour mieux affirmer leur présence.

Proposition du True South (Vrai Sud).
Proposition de Graham Bartram.
Proposition de Whitney Smith.

### Territoire antarctique britannique

Drapeau britannique.

Auparavant, la zone antarctique revendiquée par le Royaume-Uni était placée sous l'autorité des Îles Malouines. En 1963, le Territoire antarctique britannique est créé comme faisant partie des territoires d'outre-mer du Royaume-Uni et un drapeau est alors créé.
La composition de celui-ci rappellerait celle du White Ensign mais il est plutôt à rapprocher de la version bleue, le blanc symbolisant alors la neige et non la mer.
Les armoiries du territoire sont apposées sur le battant. Y sont représentés un lion et un manchot empereur supportant un écu accompagné sur le Cimier du RRS Discovery.
Le drapeau est hissé sur les bases scientifiques de recherches ainsi que sur le quartier général du British Antarctic Survey. Parfois, le drapeau d'état est utilisé notamment par des navires du civil.

### Territoire antarctique australien
Le Territoire antarctique australien n'utilise que le drapeau national comme enseigne officiel.

### Terres australes et antarctiques françaises

Drapeau des Terres australes et antarctiques françaises.

La Terre Adélie faisant partie du territoire des Terres australes et antarctiques françaises, le drapeau officiel est donc celui de la France.
On lui associe l'emblème des Terres australes et antarctiques françaises qui a été fixé par décret le 23 février 2007 : « d’azur aux quatre lettres T, A, A, F, entremêlées, accompagnées en pointe de cinq étoiles, le tout d’argent, et au franc-canton en pal azur argent gueules ». Les cinq étoiles pourraient représenter les cinq districts : archipel Crozet, îles Kerguelen, îles Saint-Paul et Nouvelle-Amsterdam, la Terre Adélie et les îles Éparses de l'océan Indien.
Le terme du décret est cependant vague, car il n'est pas question de drapeau officiel mais d'« emblème », or les TAAF possèdent déjà des armoiries. Le drapeau flotte au-dessus du bureau de l'administration supérieure à Saint-Pierre.
Le drapeau a été officialisé à la suite du rattachement des îles Éparses de l'océan Indien au district. Auparavant, c'était la marque de l'administrateur, qui reprenait les codes du drapeau du gouverneur, qui était utilisée. Il ne diffère que par le nombre d'étoiles, qui étaient de trois, en référence au grade d'amiral.

### Terre de la Reine-Maud
La Terre de la Reine-Maud, revendiquée par la Norvège n'a pas de drapeau particulier, à l'instar des autres dépendances norvégiennes (Svalbard, île Pierre-Ier ou Île Bouvet).

### Île Pierre-Ier
Comme la Terre de la Reine-Maud, l'île Pierre-Ier, revendiquée également par la Norvège n'a pas de drapeau particulier.

### Antarctique argentine

Drapeau argentin.

Le drapeau employé est celui de la province de Terre de Feu, Antarctique et îles de l’Atlantique sud. Il a été créé en juin 1999 à la suite d'un concours.
Il représente un albatros blanc, les ailes formant une diagonale qui sépare une zone orange (la Terre de Feu) d'une zone bleue (le ciel et la mer) où est apposée la constellation de la croix du Sud.

### Territoire chilien de l'Antarctique

Drapeau chilien.

Depuis le 5 février 1997, le Territoire chilien de l'Antarctique a comme enseigne un drapeau où sont symbolisés, par une ligne brisée jaune, les montagnes de la région qui abritent notamment le Mont Vinson. Dans la partie supérieure, on retrouve le bleu du ciel avec la croix du Sud.

### Dépendance de Ross

Drapeau néo-zélandais.

Bien que le drapeau officiel soit celui de la Nouvelle-Zélande, le vexillologue James Dignan proposa de l'adapter au continent en optant pour un fond bleu clair et en rajoutant une bande horizontale blanche symbolisant la barrière de Ross.

## Au nord du60e parallèle sud
Certains territoires de la plaque antarctique sont situés au nord du 60e parallèle sud et ne sont pas soumis au traité de l'Antarctique.

### Archipels des Kerguelen et des Crozet
L'archipel des Kerguelen et l'archipel des Crozet sont des districts des Terres australes et antarctiques françaises et partagent le même drapeau.

### îles Heard-et-MacDonald
Les îles Heard-et-MacDonald n'ont pas de drapeau officiel.

### Archipel du Prince-Édouard
L'archipel du Prince-Édouard n'a pas de drapeau officiel.

### Île Bouvet
L'île Bouvet n'a pas de drapeau officiel.